# Чурилин, Тихон Васильевич
Тихон Васильевич Чурилин (17 (29) мая 1885, Лебедянь — 28 февраля 1946, Москва) — русский поэт, переводчик, прозаик.

## Биография
Родился в семье купца второй гильдии, виноторговца и содержателя трактира Василия Ивановича Чурилина (послужил прототипом трактирщика Чурилова в повести «Уездное» Е. И. Замятина, также уроженца Лебедяни) и Александры Васильевны Ломакиной (1857—1894), также из купеческой семьи из Ефремова Тульской губернии. Его настоящим отцом был еврей-провизор Александр Яковлевич Тицнер, впоследствии провизор вольной аптеки в Орске.
В 1894 году поступил в Лебедянскую мужскую гимназию. Принимал активное участие в литературных вечерах, вступил в Лебедянское Музыкальное Драматическое общество, играл в любительских спектаклях. Переписывался с В. Э. Мейерхольдом. В 1897 году впервые выступил в печати (две заметки в «Тамбовских губернских ведомостях»).
В 1904 году порвал с отчимом и уехал в Саратов, где связался с революционными объединениями. В 1905 году переехал в Москву, где начал писать стихи (первая публикация — в 1908 году в литературных приложениях к журналу «Нива») и женился (о первом его браке достоверных сведений нет).
В 1907 году был вольнослушателем экономического отделения Московского коммерческого института. В 1908 году выехал за границу, вернулся в 1909 году. Был вызван в охранку; после оскорбления жандармского офицера помещён в психиатрическую лечебницу с диагнозом «мания преследования». В 1910 году объявил голодовку, до конца своего пребывания в лечебнице (1912) подвергался насильственному питанию через зонд.
После выхода из лечебницы сблизился с М. Ларионовым, Н. Гончаровой, В. Хлебниковым, А. Кручёных. В 1915 году выпустил первую книгу стихов «Весна после смерти» с литографиями Н. Гончаровой. В стихах книги отразились впечатления от пребывания в лечебнице и близких отношений с М. Цветаевой, считавшей Чурилина гением.
В феврале 1916 года заключил договор с Московским Камерным театром о принятии его в труппу. В мае уехал в Крым, где познакомился с будущей женой — художницей Брониславой Иосифовной Корвин-Каменской, ученицей К. Коровина. Осенью 1917 года приехал в Евпаторию, где принял участие в «Вечере новой поэзии и прозы».
В 1918 году приехал в Харьков, где познакомился с Г. Петниковым и присоединился к группе «Лирень», под маркой которой выпустил «Вторую книгу стихов» и повесть «Конец Кикапу». В 1920 году вместе с женой и Л. Аренсом организовал в Крыму содружество будетлян МОМ (Молодые Окраинные Мозгопашцы). В том же году, испытав разочарование в поэтике, существовавшей «до В. Маяковского», в том числе и в собственной, прекратил писать стихи и беллетристику.
В 1922 году вернулся в Москву, где сблизился с Н. Асеевым, Б. Пастернаком, О. Бриком, В. Маяковским. В 1927 году в связи с обострением психической болезни был помещён в московскую Донскую больницу, где провёл четыре года.
В 1931 году вернулся к поэзии. Подготовленный в 1932 году сборник «Жар-жизнь» был запрещён Главлитом. В середине 1930-х гг. работал над романом «Тяпкатань», устраивал домашние поэтические чтения. Жил в бедности.
Напечатанная в 1940 году книга «Стихи Тихона Чурилина» не успела поступить в продажу, тираж был уничтожен. В 1941 году получил заказ на книгу о К. Э. Циолковском, не увидевшую света.
После смерти Корвин-Каменской (10 октября 1944 года) болезнь Чурилина вновь обострилась. 27 октября 1945 года, после попытки самоубийства, он в состоянии тяжелой депрессии был госпитализирован в психиатрическую больницу № 4 им. П. Б. Ганнушкина, где ему диагностировали шизофрению. Умер от резкого истощения. 2 марта 1946 года кремирован в Донском крематории. Урна с прахом захоронена в колумбарии Новодевичьего кладбища (Старая территория, секция 71).
До конца 80-х имя Чурилина нигде не упоминалось, кроме статьи Леонида Черткова в КЛЭ.

### Прижизненные публикации
- Весна после смерти. Стихи. М., «Альциона», 1915 (тираж 280 экз.)
- Вторая книга стихов. М., «Лирень», 1918 (тираж 150 экз.)
- Конец Кикапу. Полная повесть Тихона Чурилина. М., «Лирень», 1918
- Стихи Тихона Чурилина. М., «Советский писатель», 1940

### Посмертные публикации
- Т. В. Чурилин. Встречи на моей дороге. Вступительная статья, публикация и комментарии Н. Яковлевой // Лица. Биографический альманах. СПб. 2004. № 10. С. 408—494.
- Стихи / Составление, вступительная статья и комментарии А. Мирзаева. Madrid: Ediciones del Hebreo Errante, 2010.
- Чурилин Тихон. Последний визит / Составление и вступительная статья Д. Безносова. — Madrid: Ediciones del Hebreo Errante, 2011.
- Чурилин Тихон. Март младенец / Составление и вступительная статья Д. Безносова. — Madrid: Ediciones del Hebreo Errante, 2011.
- Чурилин Тихон. Весна после смерти / Составление и вступительная статья Д. Безносова. — Madrid: Ediciones del Hebreo Errante, 2011.
- Конец Кикапу: полная повесть Тихона Чурилина. М.: Умляут, 2012.
- Чурилин Тихон. Стихотворения и поэмы / Составление, подготовка текста и комментарии Д. Безносова и А. Мирзаева; Вступительная статья Д. Безносова. — М.: Гилея, 2012. — Т. 1. Изданное при жизни. — 260 с. — (Real Hylaea). — 500 экз. — ISBN 978-5-87987-074-9.
- Чурилин Тихон. Стихотворения и поэмы / Составление, подготовка текста и комментарии Д. Безносова и А. Мирзаева. — М.: Гилея, 2012. — Т. 2. Неизданное при жизни. — 372 с. — (Real Hylaea). — 500 экз. — ISBN 978-5-87987-075-6.
- Тяпкатань, российская комедия (хроника одного города и его народа) / Подг. текста, коммент. и примеч. О. Крамарь. М.: Гилея, 2014.